# McDuffie County
McDuffie County är ett administrativt område i delstaten Georgia, USA, med 21 875 invånare. Den administrativa huvudorten (county seat) är Thomson.

## Geografi
Enligt United States Census Bureau så har countyt en total area på 690 km². 673 km² av den arean är land och 17 km² är vatten.

### Angränsande countyn
- Lincoln County - nordost
- Columbia County - öst
- Richmond County - sydöst
- Jefferson County - syd
- Warren County - väst
- Wilkes County - nordväst

### Orter
- Dearing
- Thomson (huvudort)